# AK-model
Het AK-model voor de economische groei is een endogeen groeimodel dat gebruikt wordt in de theorie van de economische groei, een deelgebied van de moderne macro-economie. 
In de jaren 1980 werd het steeds duidelijker dat de standaard neoklassieke endogene groeimodellen theoretisch onbevredigend waren als instrumenten om langetermijngroei te onderzoeken, aangezien deze modellen de toekomst van economieën voorspellen zonder rekening te houden met technologische verandering. Uiteindelijk convergeren deze modellen naar een stabiele toestand, met een nul-groei. Een fundamentele reden hiervoor zijn de afnemende meeropbrengsten van kapitaal; de belangrijkste eigenschap van het AK-endogene groeimodel is de afwezigheid van een veronderstelling van afnemende meeropbrengstem van kapitaal. In plaats van de afnemende meeropbrengsten van kapitaal, die impliciet besloten zitten in de gebruikelijke parameterisaties van een Cobb-Douglas-productiefunctie, maakt het AK-model gebruik van een lineair model, waar de output een lineaire functie van kapitaal is. Het AK-model wordt in de meeste leerboeken gebruikt als een eerste introductie van de endogene groeitheorie.